# Frameries
Frameries (wa. Framriye) − miejscowość i gmina w południowej Belgii, w Regionie Walońskim, w prowincji Hainaut, w okręgu Mons. 1 stycznia 2024 r. liczyła 21 671 mieszkańców. Całkowita jej powierzchnia wynosi 26,09 km².
Jeszcze w 2008 roku jedna z ulic gminy nosiła imię Józefa Stalina.

## Podział administracyjny
W skład gminy wchodzą cztery dzielnice (section):
- Eugies
- La Bouverie
- Noirchain
- Sars-la-Bruyère

## Współpraca
Miejscowości partnerskie:
- Crest-Voland, Francja
- Dissay, Francja
- Issy-les-Moulineaux, Francja
- La Chaux-de-Fonds, Szwajcaria
- Tazarka, Tunezja
- Willmar, Stany Zjednoczone